# Wojna wspomaganych
Wojna wspomaganych (tyt. oryg. The Uplift War) – powieść science fiction amerykańskiego pisarza Davida Brina, trzecia część cyklu Wspomaganie. Powieść ukazała się w 1987 r., polskie wydanie wydał Zysk i S-ka w 1994 r.
Powieść otrzymała nagrodę Hugo w 1988 i była nominowana do nagrody Nebuli w 1987 r.

## Fabuła
W ramach Wspomagania Ziemianie otrzymali za zadanie przyspieszenie odbudowy zniszczonego ekosystemu planety Garth. Okazuje się, że ptasiopodobni Gubru szykują się do inwazji na Garth, chcąc przy okazji szantażować Ziemian, by ci ujawnili miejsce, gdzie przebywa olbrzymia flota międzygwiezdna, odkryta przez ziemski statek „Streaker” (opisane w tomie Gwiezdny przypływ). Wojna wybucha na planecie Garth, gdzie wspomagane neoszympansy tworzą partyzantkę, a jednocześnie Ziemianie walczą o swoje prawo do planety w ramach systemu wspomagania.